# Capelão-mor
O capelão-mor tinha as funções de um capelão na Casa Real que, em determinada altura, passou a ser exercida pelo Cardeal Patriarca de Lisboa.